# Аран (Саскачеван)
Аран (англ. Arran) — село в канадській провінції Саскачеван за 90 км на північний схід від м. Йорктон. 

## Церква Вознесіння
За 9.5 км на південний схід від села розміщена Українська православна церква Вознесіння. Бажаючи сповідувати свою віру, чотирнадцять українських сімей у цьому районі заснували православну громаду. Церква візантійської архітектури, збудована у 1934–1937 рр., є муніципальною спадщиною. Багато із засновників громади поховані на кладовищі, розташованому за кілька десятків метрів від церкви. Згодом був доданий зал, і церква стала місцем поклоніння та важливим культурним центром. Фрески прикрашають стіни, а ікони, які прикрашають іконостас, є чудовими прикладами православної художньої традиції.

## Населення

### Чисельність
| 2001 | 2006 | 2011 | 2016 |
| ---- | ---- | ---- | ---- |
| 55   | 40   | 40   | 25   |